# Warfield (Kentucky)
Warfield és una població dels Estats Units a l'estat de Kentucky. Segons el cens del 2000 tenia 284 habitants.

## Demografia
Segons el cens del 2000, Warfield tenia 284 habitants, 120 habitatges, i 78 famílies. La densitat de població era de 115,4 habitants/km².
Dels 120 habitatges en un 20% hi vivien nens de menys de 18 anys, en un 51,7% hi vivien parelles casades, en un 10,8% dones solteres, i en un 34,2% no eren unitats familiars. En el 30,8% dels habitatges hi vivien persones soles el 15% de les quals corresponia a persones de 65 anys o més que vivien soles. El nombre mitjà de persones vivint en cada habitatge era de 2,37 i el nombre mitjà de persones que vivien en cada família era de 2,96.
Per edats la població es repartia de la següent manera: un 20,4% tenia menys de 18 anys, un 10,6% entre 18 i 24, un 28,9% entre 25 i 44, un 26,1% de 45 a 60 i un 14,1% 65 anys o més.
L'edat mediana era de 41 anys. Per cada 100 dones de 18 o més anys hi havia 83,7 homes.
La renda mediana per habitatge era de 21.786 $ i la renda mediana per família de 30.000 $. Els homes tenien una renda mediana de 33.125 $ mentre que les dones 38.125 $. La renda per capita de la població era de 12.208 $. Entorn del 28,9% de les famílies i el 35,4% de la població estaven per davall del llindar de pobresa.

## Poblacions més properes
El següent diagrama mostra les poblacions més properes.